# 南丁格爾護理學及助產學院

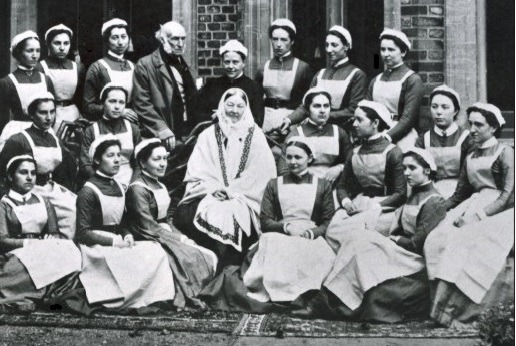
南丁格爾和護士學生

南丁格爾護理學及助產學院（英語：Florence Nightingale Faculty of Nursing and Midwifery）是倫敦國王學院的教學學院，在1860年7月9日由現代護理學先驅弗羅倫斯·南丁格爾創立，為世界首間與醫院及醫學院聯繫的護理學院。19世紀後期，不少英國及英聯邦國家都參照此學院建立護理學院。南丁格爾護理學及助產學院主要教育及培訓護士及助產士，亦參與護理研究、持續專業發展及開辦研究生課程。學院位於泰晤士河南岸的滑鐵盧校區，目前為倫敦國王學院其中一個最大的教學學院。

## 外部連結
- 學院網頁 （页面存档备份，存于）

51°30′18″N 0°06′45″W / 51.5049°N 0.1126°W